# Notiphila annulipes
Notiphila annulipes är en tvåvingeart som beskrevs av Christian Stenhammar 1844. Notiphila annulipes ingår i släktet Notiphila och familjen vattenflugor. Arten är reproducerande i Sverige. Inga underarter finns listade i Catalogue of Life.